# Graziella Lonardi Buontempo
Graziella Lonardi Buontempo (née en 1928 à Naples, morte le 20 décembre 2010 dans la même ville) est une collectionneuse d'art et une mécène italienne.

## Biographie
Née à Naples en 1928, Graziella Lonardi Buontempo a déménagé à Rome dans les années 1970. Mécène, collectionneur, organisateur d'expositions internationales, elle a fondé à Rome les Incontri Internazionali d'Arte, qui se tenaient au Palazzo Taverna, sous la présidence d'Alberto Moravia, et dont les expositions étaient organisées par Achille Bonito Oliva. Cette association a joué un rôle dans la diffusion de l'art contemporain.
Giulio Carlo Argan, Bruno Corà (it) et Germano Celant ont collaboré à des expositions et des événements, avec des projets qui ont certainement contribué à faire connaître la culture italienne.
Entre 1970 et 1973, deux grandes expositions sont organisées : Vitalité du négatif (Vitalità del negativo) au palais des expositions de Rome, sous le commissariat d'Achille Bonito Oliva, et Contemporanea, dans le parking souterrain de la Villa Borghese. À cette même occasion, l'artiste bulgare Christo a « emballé » le Mur d'Aurélien.
Le salon romain de Graziella Lonardi a été fréquenté par des artistes et intellectuels comme Furio Colombo, Alberto Arbasino, Enzo Siciliano.
Graziella Lonardi Buontempo est morte à Naples le 20 décembre 2010 à l'âge de 82 ans.

## Postérité
Andy Warhol a laissé d'elle un portrait dans lequel son visage reproduit quatre fois, qui regarde de trois quarts le spectateur avec un sourire,.